# ゆのはなSpRING!
『ゆのはなSpRING!』（ゆのはなスプリング）は、アイディアファクトリーより2015年9月17日に発売されたPlayStation Vita用女性向け恋愛アドベンチャーゲーム。ファンディスクとなる『ゆのはなSpRING!〜Cherishing Time〜』が2016年9月15日に発売された。

## 概要
金沢市の架空の温泉旅館「福寿楼」を舞台に、女将として働くことになった女性と青年たちの恋愛を描くアドベンチャーゲーム。
通常版、特典の付属した限定版、PlayStation Storeからのダウンロード版の3種類が発売された。ファミ通のクロスレビューでは合計32点でゴールド殿堂入りした。
2016年9月15日に発売されたファンディスク『ゆのはなSpRING!〜Cherishing Time〜』（以下：Cherishing Time）は、本編の後日談である「AFTER STORY」，慰安旅行を描いた「IF STORY」、本編で誰とも結ばれなかった主人公のその後を描いた「ANOTHER STORY」が収録されている。
本編の登場人物のうち、片桐銀次郎と泉 高之が攻略対象キャラクターになったほか、新たな攻略対象キャラクターとして二葉爽一郎が追加された。
『Cherishing Time』から追加された機能として、キャラクターのボイスをいつでも聞くことができる「アイタッチ」や、好きなボイスを登録できる「ボイスメモリー」が挙げられる。

## あらすじ
主人公の「三條ゆのは」は金沢市の旅館「福寿楼」に生まれた女の子だが、田舎が嫌いなため、親の反対を押し切って東京の短大に進学していた。しかし、母が倒れたというので実家に帰省すると、ライバル旅館「清峰閣」に押されて福寿楼はつぶれかけていた。ゆのはは福寿楼を立て直すために臨時女将になる。福寿楼には個性的な従業員や宿泊客がいて、恋愛に発展する。

## 登場人物
三條 ゆのは（さんじょう ゆのは）※名前は変更可能
本作の主人公。20歳。田舎が嫌いなため東京の短大に進学するものの就職活動に失敗し就職浪人になっていた。親が倒れたことに伴い、福寿楼の臨時女将になる。
片桐 金太郎（かたぎり きんたろう）
声 - KENN
ゆのはの幼馴染。愛称は「金ちゃん」。福寿楼では番頭の見習いとして住み込みで働いている。
佐伯 宏太（さえき こうた）
声 - 石田彰
福寿楼の二番板前。料理に明るく日々研究を重ねるが、その情熱が時折暴走する。
葛城 直昌（かつらぎ なおまさ）
声 - 杉山紀彰
福寿楼の部屋係見習い。ドジながらも頑張り屋だが、その一方で腹黒い一面も見せる。
「AFTER STORY」では父の後を継ぐため、福寿楼を退職して東京に行っている。
香賀 梅ノ介（かが うめのすけ）
声 - 津田健次郎
福寿楼の常連客。数年前まではたびたび利用していたが、しばらくの間利用していなかった。
「AFTER STORY」では福寿楼の経理を務めている。
菅 春二郎（すが しゅんじろう）
声 - 中田譲治
福寿楼の板長。仕事では厳しいが、それ以外の場面では気のいい人物。
西原 七緒（さいばら ななお）
声 - 篠宮沙弥
福寿楼の仲居で、3か月前に福寿楼へ就職したばかり。しっかりしているようでそそっかしい。
早月 千代（はやつき ちよ）
声 - 高橋あみか
福寿楼の仲居頭。
片桐 銀次郎（かたぎり ぎんじろう）
声 - 山下大輝
金太郎の弟。兄とは別居しており、長期休暇時に福寿楼へ遊びに行く。
泉 高平（いずみ たかひら）
声 - 木村良平
福寿楼のライバル旅館「清峰閣」の従業員だが、福寿楼へ頻繁に出入りしている。
「AFTER STORY」では福寿楼のコンサルタントを務めている。
泉 高之（いずみ たかゆき）
声 - 三浦祥朗
高平の兄。能天気な弟に不満を抱いており、それが兄弟の不仲につながっている。
葉山 聡介（はやま そうすけ）
声 - 村上和也
福寿楼の常連客であるレストラングループオーナー。春二郎と宏太の料理を気に入っている。

### Cherishing Timeからの登場人物
二葉　爽一郎(ふたば そういちろう)
声：西山宏太朗
ゆのはと金太郎の幼なじみで、かつては爽ちゃんとよばれていた。祖父は金太郎の前の番頭である二葉喜助。
佐伯 宏太（さえき こうた）
姉のブラコンぶりが原因で異性に対して苦手意識を抱いている。
佐伯 雛子（さえき ひなこ）
声：平流エレン
宏太の姉。宏太の女性嫌いの原因。物事の判断基準にするほどのかわいいもの好き。
葛城 清隆（かつらぎ きよたか）
声：横田紘一
葛城ホールディングス代表取締役にして、直昌の父。厳格で冗談が通じない。

## 関連商品

### CD
Ready Go!!
オープニングテーマの「Ready Go!!」とエンディングテーマの「茜色」を収録したCD。
彼女と過ごす最高の1日について
ドラマCD。本作の予約特典。
秋に咲く泡沫の桜
ドラマCD。

### 書籍
画集
『ゆのはなSpRING! 公式アートブック』 2015年12月22日発行 ISBN 978-4891993689
漫画
著： 要まりこ『ゆのはなSpRING! (ぶんか社コミックス) コミックス』2017年10月3日発行 ISBN 978-4821134694

## 評価
4Gamer.netのばしょうは本作のシナリオについて「主人公が臨時の女将になるという事態は非日常的だが、ファンタジーや謎解きがないのでストーリーがわかりやすい」と評し、バッドエンドがないので悲しい結末を苦手とする人に薦めたい述べた。
また、ばしょうはインターフェースや小物のつくりが非常に凝っていると評している。